# Вооружённые силы Нигера
Вооружённые силы Нигера (фр. Forces armées nigériennes) — военная организация Нигера, предназначенная для обороны Республики, защиты свободы и независимости Нигера, одно из важнейших средств обеспечения стабильности политической власти.

## Расходы и численность
Военные расходы на 2017 год составили 169 млн $ при ВВП в 7,89 млрд долларов США (2,14 %).
Общая численность ВС составляет на 2017 год 5 300 военнослужащих (из них сухопутные войска 5 200 человек личного состава, ВВС 100 человек личного состава). Военизированные формирования насчитывают дополнительно 5 400 человек личного состава. Из них: жандармерия 1 400 человек личного состава, национальная гвардия 2 500 человек личного состава, национальная полиция 1 500 человек личного состава

## Общие сведения
| Вооружённые силы Нигера                                         | Вооружённые силы Нигера |
| --------------------------------------------------------------- | --- |
| Виды вооружённых сил:                                           | Сухопутные войска Военно-воздушные силы |
| Призывной возраст и порядок комплектования:                     | Вооружённые силы Нигера комплектуются на выборочно-призывной и контрактной основе; призывной возраст от 17 до 21 года, срок службы — 2 года; контрактником может быть только неженатый гражданин Нигера; женщины могут служить только в санитарных частях. |
| Человеческие ресурсы, доступные для воинской службы:            | мужчины в возрасте 16-49: 3 329 184 женщины в возрасте 16-49: 3 267 669 (2010 оценочно) |
| Человеческие ресурсы, пригодные для воинской службы:            | мужчины в возрасте 16-49: 2 194 570 женщины в возрасте 16-49: 2 219 416 (2010 оценочно) |
| Человеческие ресурсы, ежегодно достигающие призывного возраста: | мужчины: 186 348 женщины: 180 779 (2010 оценочно) |
| Военные расходы — процент от ВВП:                               | 1,3 % (2006) 112 место в мире |

## Организационная структура
Страна разделена на три военных округа. В них 4 механизированных разведывательных батальона, 7 пехотных рот, 2 воздушно-десантные роты, 1 рота ПВО, 1 группа тылового обеспечения.

## Состав вооружённых сил
Вооружённые силы Нигера включают органы военного управления, сухопутные войска, военно-воздушные силы, жандармерию и республиканскую гвардию.
В стране есть 10 французских военных инструкторов, а США обучают офицеров. Нигерские военные обучаются бесплатно во Франции, Китае, Германии и в Алжире.
Предусмотрено небольшое увеличение вооруженных сил до 2010 года.
В октябре 2015 года Нигер и США подписали военное соглашение, обязывающее две страны «работать вместе в борьбе с терроризмом». Персонал формирований спецназа армии США был направлен для обучения Вооруженных сил Нигера и оказания помощи в борьбе с террористами из соседних стран. По состоянию на октябрь 2017 года в Нигере насчитывается около 800 военнослужащих США, большинство из которых работают над созданием второй базы беспилотных летательных аппаратов (БЛА) для размещения американских и французских дронов в Агадесе. Ожидается, что строительство базы будет завершено в 2018 году, это позволит США проводить надзорные операции с Reaper General Atomics MQ-9 для мониторинга вторжений на юг террористических организаций, направляющихся к северу от региона Сахеля.

### Сухопутные войска
В составе Сухопутных войск числится 35 БРМ AML-20/AML-60, 90 БРМ AML-90, 7 бронеавтомобилей VBL, 22 бронетранспортёра Panhard M3, 2 бронетранспортёра WZ-523, 21 бронетранспортёр Puma M26-15, 6 75-мм безоткатных орудий M20, 8 105-мм безоткатных орудий M40, 19 81-мм миномётов Brandt, 17 82-мм миномётов, 4 120-мм миномёта, 10 20-мм зенитных артустановок Panhard M3 VDAA, 29 буксируемых 20-мм пушек.
| Тип           | Производство  | Назначение                     | Количество    | Примечания    |
| боевые машины | боевые машины | боевые машины                  | боевые машины | боевые машины |
| ------------- | ------------- | ------------------------------ | ------------- | ------------- |
| AML-60 AML-20 | Франция       | Боевая разведывательная машина | 35            |               |

### Военно-воздушные силы
| Тип                | Производство | Назначение                      | Количество | Примечания |
| Самолёты           | Самолёты     | Самолёты                        | Самолёты   | Самолёты |
| ------------------ | ------------ | ------------------------------- | ---------- | --- |
| Diamond DA-42      | Австрия      | Разведчик                       | 2          | |
| Lockheed C-130H    | США          | Военно-транспортный             | 1          | Два доставлены в 1979 году. Один разбился в 1997 году.                                                               |
| Ан-26              | СССР         | Военно-транспортный             | 1          | Бывший ливийский, передан в 1997 году.                                                                               |
| Dornier Do-28D     | Германия     | транспортный                    | 1          | 2 получено в 1978—79 годах                                                                                           |
| Dornier Do-228-201 | Германия     | транспортный                    | 1          | Получен в 1986 году                                                                                                  |
| Boeing 737-200     | США          | административный                | 1          | |
| ULM Tétras         | Франция      | Ультралегкий учебно-разведочный | 3          | |
| Cessna C-208B      | США          | многоцелевой                    | 2          | 2 получены 5 июля 2013 года. Покупка профинансирована США. Предназначенные для контроля границ и грузовых перевозок. |
| Су-25              | СССР         | штурмовик                       | 2          | Получены в 2013 году.                                                                                                |
| Вертолёты          |              |                                 |            | |
| Ми-17              | СССР         | многоцелевой                    | 2          | Получены в 2003 году                                                                                                 |
| Ми-24Д             | Россия       | транспортно-боевой              | 2          | Получены в 2008 году                                                                                                 |
| SA-342L1 «Газель»  | Франция      | боевой                          | 3          | Переданы в 2013 году. Вооружены 20-мм пушками.                                                                       |

Опознавательный знак ВВС Нигера

- Амаду Абдраман — полковник ВВС, ставший представителем Национального совета по защите родины после государственного переворота в стране в 2023 году.